# تقانة تعليم

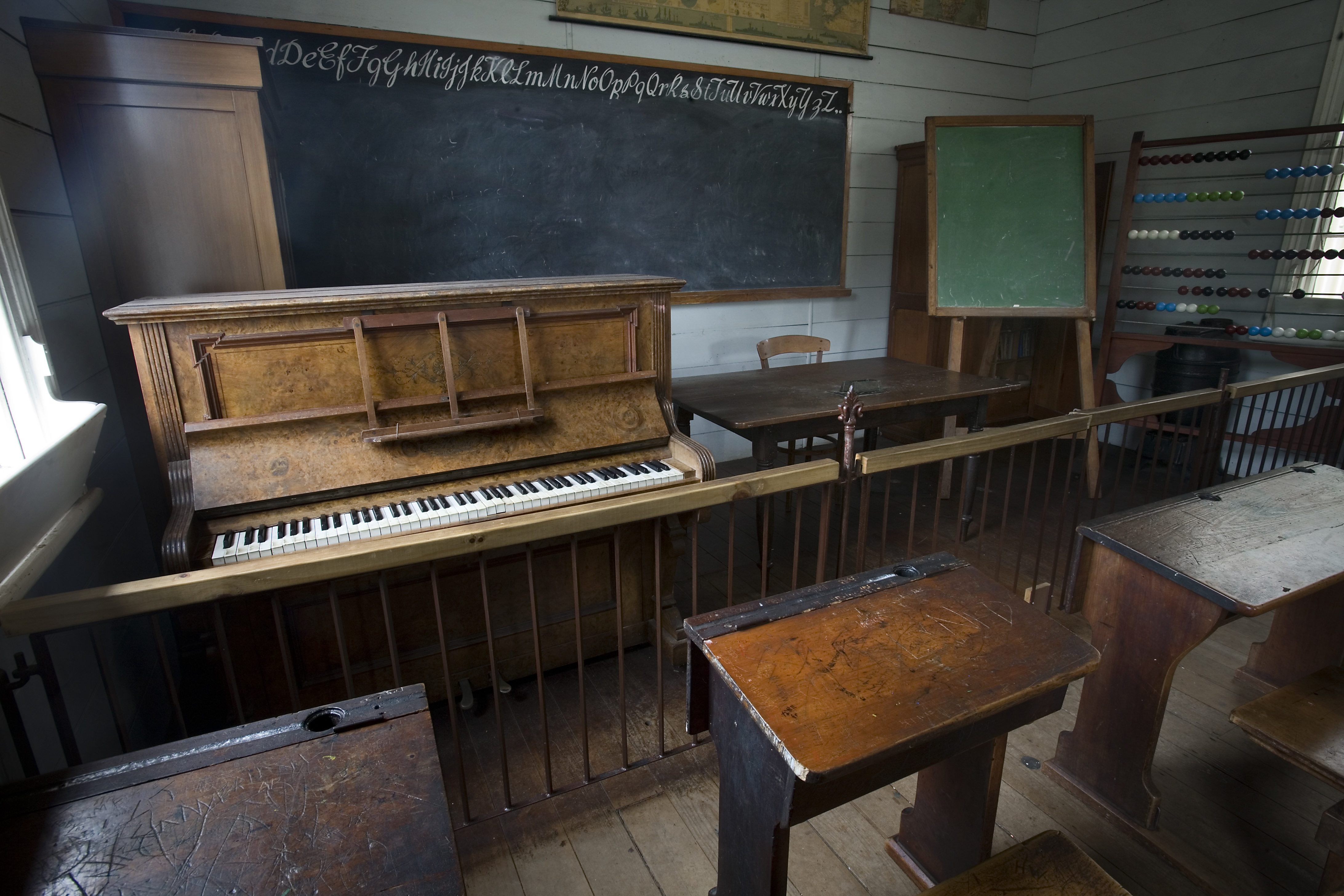

تقانة التعليم أو تكنولوجيا التعليم (بالإنجليزية: Educational technology) يُطلق على العمليات التي تتعلق بتصميم عملية التعليم والتعلم وتنفيذها وتقويمها. والتقنيات التعليمية هي مجموعة فرعية من التقنيات التربوية. أيضًَا هي عملية متكاملة معقدة (مركبة) تشمل الأفراد (العاملين) والأساليب والأفكار والأدوات والتنظيمات التي تُتبع في تحليل المشكلات واستنباط الحلول المناسبة لها وتنفيذها وتقويمها وإدارتها في مواقف يكون التعليم فيها هادفاً وموجهاً ويمكن التحكم فيه.كما عرفت اليونسكو التقنيات التعليمية (تكنولوجيا التعليم) بأنها " منحى نظامي لتصميم العملية التعليمية وتنفيذها وتقويمها ككل، تبعاً لأهداف محددة نابعة من نتائج الأبحاث في مجال التعليم والاتصال البشري ومستخدمه الموارد البشرية وغير البشرية من أجل إكساب التعليم مزيداً من الفعالية (أو الوصول إلى تعلم أفضل، وأكثر فعالية). كما عرفتها لجنة تكنولوجيا التعليم الأمريكيّة: بانها المنحنى الذي تقوم عليه المَنظومة التعليمية الذي يتعدى جميع الوسائل والأدوات، وهذا يعني إنّه لا ينحصر في أسلوب أو جهاز تكنولوجي محدد، بل يتعدى ذلك جميعاً لتطوير البَرنامج التعليمي. لذا التقنيات التعليمية تعني أكثر من مجرد استخدام الأجهزة والآلات فهي طريقة في التفكير فضلاً على أنها منهج في العمل وأسلوب في حل المشكلات يعتمد على اتباع مخطط وأسلوب منهجين.
والتقنيات التعليمية تحمل في طياتها ثلاثة معان:
- التقنيات كنظام هدفه تطبيق المعرفة العلمية
- التقنيات كناتج
- التقنيات مزيج بين الناتج والنظام

ومما سبق، فإن التقنيات التعليمية تهدف إلى تحسين عميلتي التعليم والتعلم ولابد من التخطيط المنظم والاستخدام الحكيم الهادف الماهر لمنتجات التقنيات عامة وتقنيات التعليم خاصة.

## تطور مجال التقنيات التعليمية (تكنولوجيا التعليم)
وضع كومينوس (1670-1590 Cominius) تصوراً لنظام تعليمي يتعلم فيه المتعلمون بأسلوب الاستقراء ثم التوصل إلى التعميمات عن طريق التعامل مع الأجسام الحقيقية وبالممارسة، وألف عدة كتب للأطفال اشتمل بعضها على رسوم توضيحية لاستخدامها في التعليم. وساهم «جون ديوي» في تقنيات التعليم بفهم التعليم في ضوء الطريقة العلمية. كما شكك بعدم كفاية الكلمة لنقل المعرفة إذ قد يسيء المتعلم فهم الكلمة فلا يدرك الشيء الحقيقي الذي تدل عليه. ودعا إلى التعلم عن طريق العمل وبذلك يكون «ديوي» قد وضع حجر الأساس لتطور مجال الوسائل البصرية.
بدأت مراحل تطور مجال التقنيات التعليمية (تكنولوجيا التعليم) في العشرينات من القرن العشرين بحركة التعليم البصري (اسكندر وغزاوي 1994). والتي هي مجموعة الكفايات البصرية التي يستطيع الإنسان تطويرها من خلال الرؤية واستخدام خبرات حسية أخرى في الوقت نفسه ويعد تطوير هذه الكفايات شيئاً أساسياً للتعليم البشري الطبيعي. وبعد الثورة الصناعية وتوافر الأدوات والأجهزة المطورة أدى إلى فهم دور العلوم الطبيعية في استخدام التقنيات في التعليم.
ومع ابتكار التسجيلات الصوتية والأفلام المتحركة الناطقة اتسعت حركة التعليم البصري لتشمل الصوت لينتقل من التعليم البصري إلى التعليم السمعي البصري والذي يشير إلى استخدام أنواع مختلفة وشاملة من الأدوات من قبل المعلمين وذلك لنقل أفكارهم وخبراتهم عن طريق حاستي السمع والبصر. فهو يركز على قيمة الخبرات المحسوسة في العملية التعليمية. وضع «ادجار ديل» الأفكار أو المفاهيم في شكل محسوس في مخروط الخبرة حيث أصبح أول شخص ناطق باسم مجال الوسائل السمعية البصرية واشتهر بنموذج هرم الخبرات. ويأتي «جيمس فن» أحد طلبة «ديل» وهو أحد الرواد الذين أثروا في مجال الوسائل السمعية البصرية والذي أرسى قواعد الأساس لمفهوم التقنيات التعليمية. وأكد «فن» أن استخدام التقنيات يزيد من تنظيم التعليم وزيادة فعاليته حيث ساعدت مساهمات «ديل» و«فن» كثيراً في تطوير مفهوم التقنيات التعليمية.
ومع نهاية الحرب العالمية الثانية بدأ اتجاه جديد بتغير في وجهة النظر من الوسائل السمعية البصرية إلى مفاهيم نظرية الاتصال والمفاهيم المبكرة للنظم حيث أضاف مفهوم الاتصال إلى العملية التعليمية مفهوم العمليات وأحدث للتقنيات التعليمية تغييراً في الإطار النظري لهذا المجال. وبسبب جهود التربويين واهتمامهم بالتقنيات انتقل المجال من حركة التعليم السمعي البصري إلى حركة وسائل الاتصال السمعية البصرية في عام 1963م. والذي يمثل انتقال التركيز من معينات سمعية بصرية تقدم خبرات محسوسة إلى التركيز على كامل عملية الاتصال واستخدام أنظمة تعليمية كاملة مما قدم مفاهيم جديدة لتكنولوجيا التعليم.
تعددت تعريفات التقنيات التعليمية ولكنها لم تخرج عن المضمون وهو الوسائل (Media) التي هي منتجات ثورة الاتصال والتي يمكن ان تستخدم لأغراض تعليمية. وأنها طريقة نظامية في التخطيط والتنفيذ والتقويم لعمليتي التعلم والتعليم في ضوء اهداف محددة. اتصف التقنيات التعليمية بأنها تعتني بحل المشكلات في مواقف تعليمية عن قصد لتحقيق اهداف محددة.

## أنماط التقنيات التعليمية في ضوء المفهوم الحديث
حدد «مورس» (Morris -1963) (جمعية الاتصالات التربوية والتكنولوجيا 1992 أبو جار 1992) أنماط التقنيات التعليمية في أربعة أنماط رئيسية:
النمط التعليمي ويشير إلى العلاقة التقليدية المباشرة بين المعلم والمتعلم ويكون فيها المعلم المصدر التعليمي الوحيد فقط.
- نمط المعلم والوسائل منه يستخدم المعلم الوسائل السمعية البصرية لتساعده في التعليم والمعلم في هذا النمط هو المكون الرئيس للنظام التعليمي وتستخدم مصادر أخرى مثل (المواد التعليمية، الأدوات والأساليب) بطريقة متكاملة.
- نمط مسؤليه التعليم المشتركة ويشير إلى استخدام أنظمة تعليمية كاملة تشتمل على تعليم بواسطة الوسائل التعليمية ويعمل المعلم على تصميم الوسائل التعليمية واختيارها وتقيمها إضافة إلى استخدامها بشكل خاص في المجالات التي لا يشملها النظام التعليمي.
- نمط التعليم بواسطة الوسائل ويشير إلى أنظمة تعليمية كاملة تستخدم الوسائل التعليمية التعلمية (بواسطة الوسائل) فقط دون أن يلعب المعلم دوراً مباشراً.

## مفهوم التقنيات التعليمية (التكنولوجيا التعليمية) والوسائل التعليمية التعلمية
إن أهمية الوسائل التعليمية لا تكمن في الوسائل في حد ذاتها ولكن فيما تحققه هذه الوسائل من أهداف سلوكية محددة ضمن أسلوب متكامل يضعه المعلم أو المدرب لتحقيق أهداف الدرس النظري أو الحصة المختبرية ويأخذ بعين الاعتبار معايير اختيار الوسيلة أو إنتاجها وطرق استخدامها وتوظيفها ومواصفات المكان الذي تستخدم فيه ونتائج البحوث العلمية حولها وغير ذلك وهذا ما يحققه مفهوم التقنيات التعليمية. حيث عرفت بأنها تحليل واع لأساليب التعليم وإداراته ونشاطه وأدواته وتنظيمها وإعادة تنظيمها بما يجعلها بيئات أفضل لإنتاج تعليم بصورة مستمرة وعلى نحو أكثر فاعلية.
لذا فإن التقنيات التعليمية والتدريبية لم تعد موضوعاً هامشياً أو جانبياً في العملية التعليمية والتدريبية بل أصبحت جزءاً لا يتجزأ منها ومن أعمدتها ومقوماتها ودليل ذلك سعة انتشار استعمالها واستخدامها في شتى أقطار العالم إذ أخذت توليها اهتماماً بارزاً إيماناً منها بأهمية التعليم والتدريب ودورها الرئيس.
فالتقنيات التعليمية يُراد بها تحقيق أكبر قدر ممكن من الكفاية التعليمية والتدريبية في المجالين الكمي والنوعي مستهدفه بنيه التعليم والتدريب ومحتواهما. فالتقنيات التعليمية ليست في ذاتها غايات تعليمية وإنما هي أدوات تعلم وتعليم تساعد على تحصيل خبرات وأفكار ومعلومات متنوعة ومهارات فنية لتحقيق الأهداف التعليمية والتدريبية.

## تصنيف مكونات التقنيات التعليمية (التكنولوجيا التعليمية)

### المادة التعليمية
«محتوى تعليمي مصاغ بشكل مكتوب أو صور أو مجسم أو مخطط أو مسموع أو يجمع بين أكثر من شكل من هذه الاشكال كما قد يكون متضمناً في شيء حقيقي» وهي تضم كافة أشكال المحتوى التعليمي الذي يُقدم للطلاب في المدرسة. وقسمت المواد التعليمية إلى ثلاث أقسام هي: (المواد التعليمية البسيطة – المواد التعليمية المعقدة – المواد التعليمية المبرمجة).

### الأجهزة التعليمية
كل ما يستخدم لعرض أو توضيح أو تفسير المحتوى المتضمن في المادة التعليمية. فهناك ارتباطاً بين الأجهزة التعليمية والمواد التعليمية ويوجد ثلاث أنواع من الأجهزة التعليمية هي: (الأجهزة التعليمية اليدوية – الأجهزة التعليمية الميكانيكية – الأجهزة التعليمية الإلكترونية). وقد يتم توظيف بعض الأجهزة التي لم تنتج بهدف تعليمي ابتداء مثل الكمبيوتر وأجهزة البروجيكتور بأنواعها.

## الإنسان
كائن بشري يلعب دوراً ما في المنظومة التعليمية ويشمل ذلك المعلم والطالب كما يشمل أيضاً الفنيين واختصاصي الوسائل التعليمية المسؤولين عن تصميم وإنتاج الوسائل التي يستخدمها المعلمون أو يستخدمها الطلاب في التعليم سواء في مجموعات أو فرادى " فعند النظر إلى العملية التعليمية نظرة دقيقة فاحصة نجد أنها عملية تقوم أساساً على الطالب المتعلم فهو المستهدف في هذه العملية فلابد من وجود فئات متنوعة من القوى البشرية وهي: (المعلمون والموجهون الخبراء في العملية التعليمية – اختصاصيو تصميم وصناعة المواد والأجهزة التعليمية – فنيو صيانة المواد والأجهزة التعليمية).